# Frederikskirche

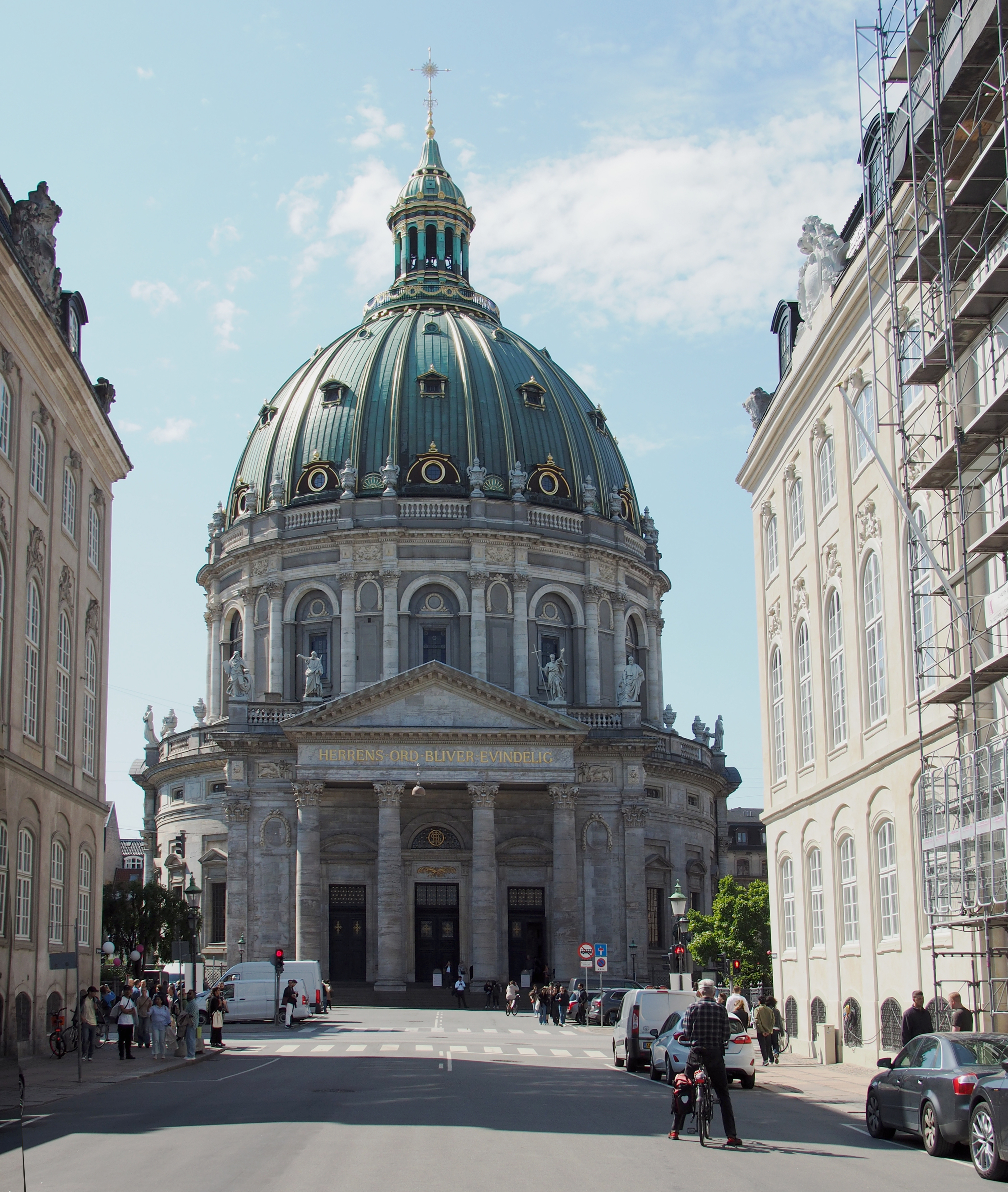
Frederikskirche (Marmorkirche) in Kopenhagen

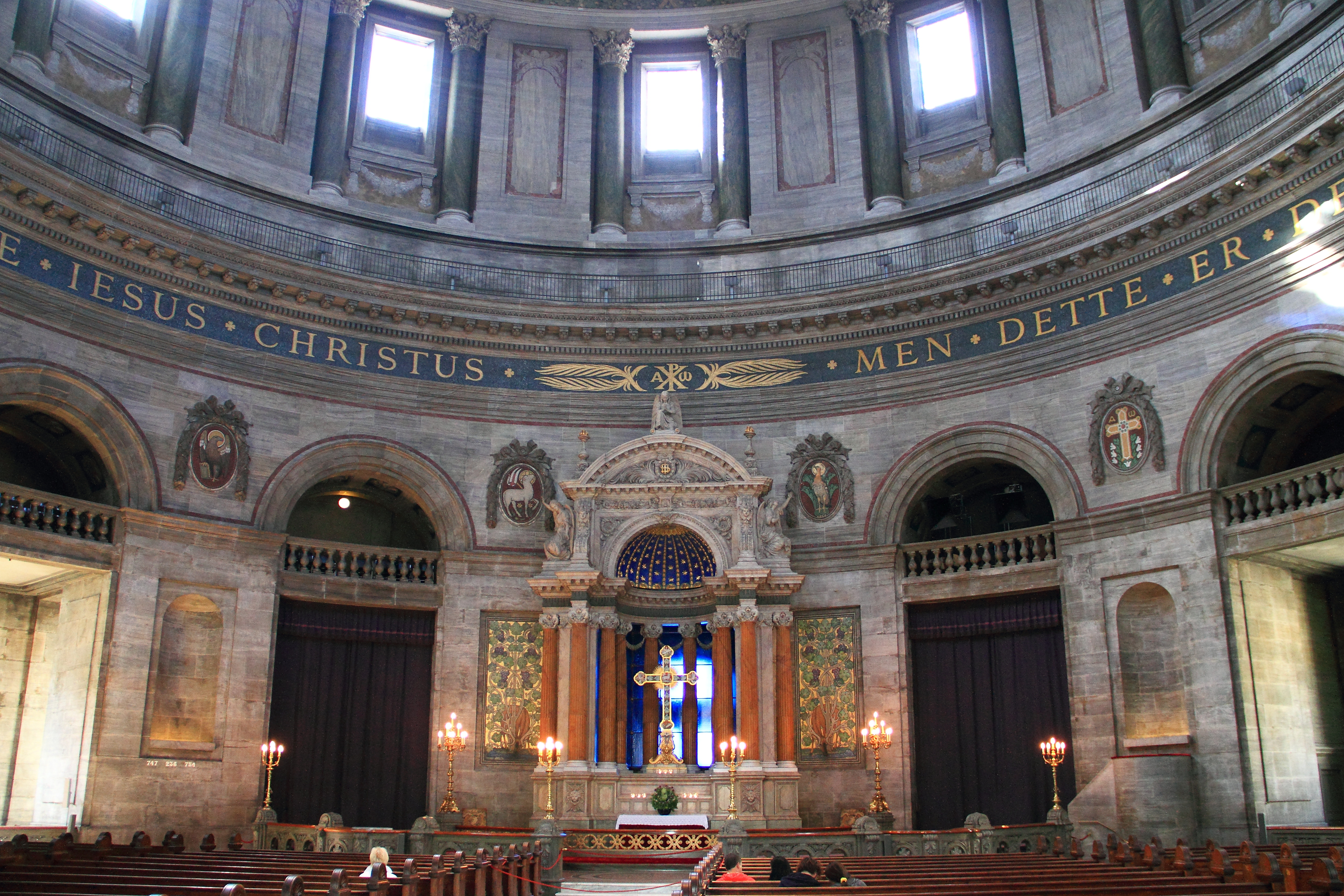
Im Kirchenraum

Die Frederikskirche (dänisch Frederiks Kirke), oft auch Marmorkirche genannt, ist ein Kirchengebäude der evangelisch-lutherischen dänischen Volkskirche in unmittelbarer Nähe des Schlosses Amalienborg in Kopenhagen. Mit ihrer monumentalen Kuppel prägt sie die Silhouette der Stadt.

## Geschichte
Die Frederikskirche wurde gleichzeitig mit den anderen Bauwerken des repräsentativen Viertels Frederiksstad von Nicolai Eigtved entworfen. König Frederik V. legte 1749, zum 300. Jubiläum der Begründung seiner Dynastie durch Christian I., in großer Zeremonie den Grundstein. Die vom König verlangte Bauausführung in norwegischem Marmor überforderte allerdings den Staatshaushalt bei Weitem. Nach Eigtveds Tod legte der Franzose Nicolas-Henri Jardin ein überarbeitetes Konzept vor, dessen weitere Umsetzung von Friedrichs V. Nachfolger Christian VII. jedoch nicht weiter unterstützt wurde. Johann Friedrich Struensee stoppte schließlich 1770 den Bau, und damit begann das lange Dasein der Frederikskirche als Bauruine.
Erst als sich der einflussreiche N. F. S. Grundtvig für die Erhaltung und den Weiterbau einsetzte, gelang es, einen Investor zu finden. 1874 verkaufte der dänische Staat die Bauruine an den Industriellen Carl Frederik Tietgen mit der Auflage, die Kirche nach den alten Plänen fertigzustellen und dem Staat zu übergeben. Im Gegenzug erhielt er die Rechte an Nachbargrundstücken. Tietgen ließ durch den Architekten Ferdinand Meldahl die Kirche aus dänischem Sandstein errichten. Am 19. August 1894 konnte endlich die Weihe stattfinden.

## Architektur und Ausstattung
Die Frederikskirche ist ein Zentralbau im Stil des klassizistischen Spätbarock. Über dem runden Untergeschoss mit Portikus erhebt sich der nur wenig eingezogene Tambour der Kuppel, die denen des Pantheons und des Petersdoms in Rom nachgebildet ist. Sie durchmisst 31 m, ruht auf 12 Säulen und ist die größte an einem Kirchengebäude in Skandinavien. Die Kuppel ist, bis auf wenige Ausnahmen, samstags und sonntags begehbar.
Rund um die Kirche und auf der Außengalerie des Untergeschosses stehen überlebensgroße, barock-expressive Statuen von Propheten, Kirchenvätern und Reformatoren.
Der Innenraum ist reich mit Skulpturen, Mosaiken und Wandmalereien aus der Zeit der Bauvollendung ausgestattet. In den zwölf Segmenten der Kuppel sind die zwölf Apostel dargestellt. Unter der Kuppel umläuft ein Schriftband in goldenen Majuskeln auf blauem Grund den Raum; es zeigt das Bibelwort Joh 17,3  in dänischer Sprache.

## Orgeln

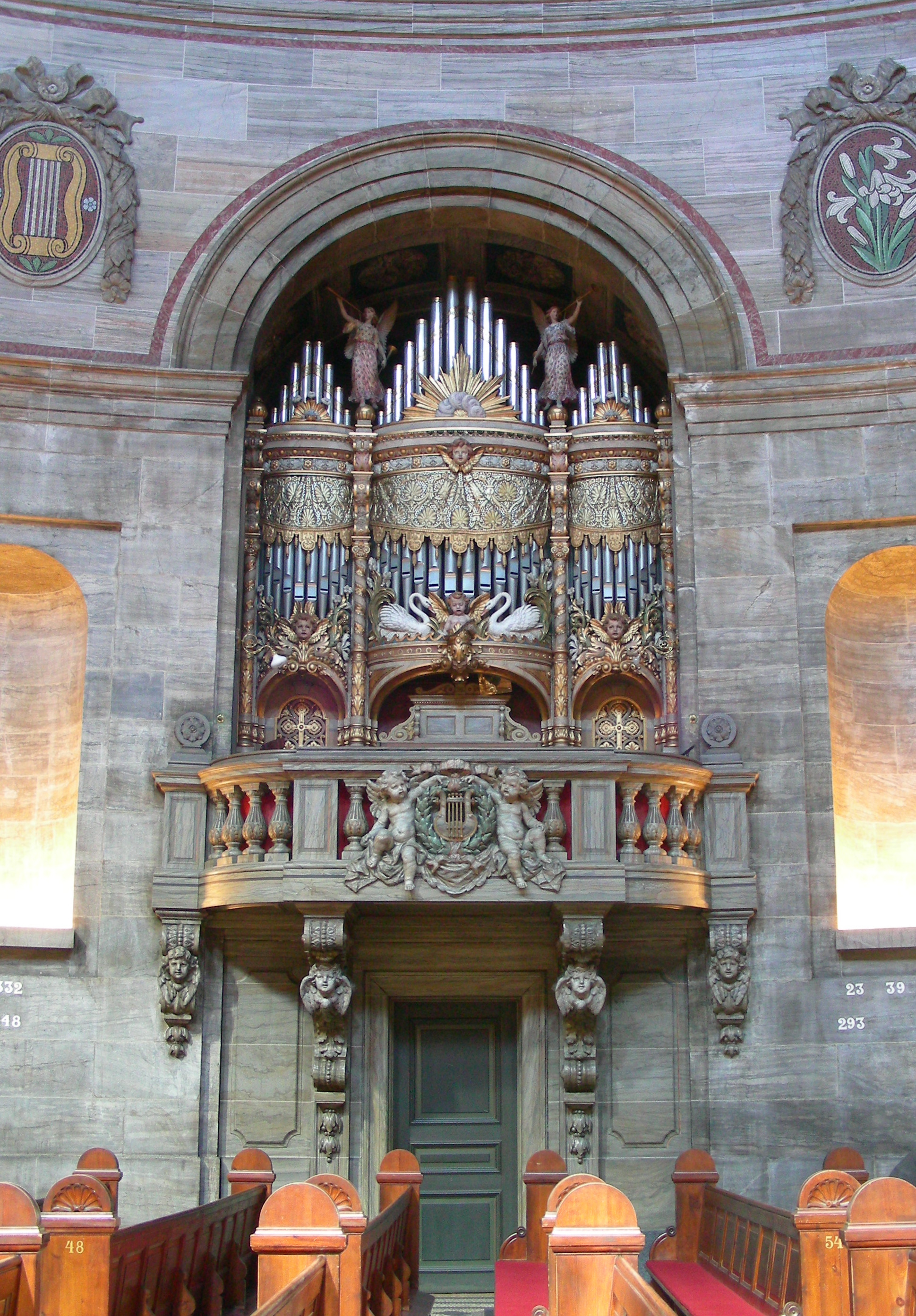
Die Olsen-Orgel von 1894 (heute nicht mehr spielbar)

Die ursprüngliche Orgel wurde 1894 von Knud Olsen, Kopenhagen, erbaut (III/P/29). Die Orgelbaufirma A. H. Busch & Sønner hatte sich zuvor an der Ausschreibung mit dem Entwurf einer Orgel von 35 Registern beteiligt; dieser wurde aber zurückgewiesen, da der Orgelkonsulent J. H. Nebelong glaubte, die Kirche benötige kein Konzertinstrument von großem Rang. So erhielt also Olsen den Auftrag für eine Orgel mit zunächst 28 Registern. Als sich während des Orgelbaus zeigte, dass das zweite Manual aus Platzgründen entlegen eingebaut werden musste, machte Olsen den ungewöhnlichen Vorschlag, es durch ein Principal 16′ im Diskant zu verstärken (das auch eingebaut wurde). Das dritte Manual musste ebenso abgelegen eingebaut werden; in diesem Fall war das aber erwünscht, da es so als eine Art Fernwerk dienen konnte. Beim Windsystem entschied man sich für Kegelladen, die in Deutschland zu der Zeit schon länger populär, in Dänemark aber noch kaum verbreitet waren.
Der vom Architekten Ferdinand Meldahl entworfene Prospekt orientiert sich an italienischen Vorbildern in Venedig und Rom. Die Orgel befindet sich auf einer Emporennische zwischen zwei nördlich gelegenen Pfeilern. Auf dieser Orgel hatte der elfjährige Rued Langgaard 1905 sein Debüt als Konzertorganist, und Edvard Grieg, der sich unter den Zuhörern befand, äußerte sich anerkennend über die Darbietung. Von der Nachfolge-Firma Immanuel Starup & Søn wurde die Orgel 1918 leicht erweitert (Voix céleste 8′ und Fugara 4′ im Schwellwerk, Oktavkoppel für das Hauptwerk). 1942 wurde die Traktur elektrifiziert, aber zwei Jahrzehnte später wurde die Orgel außer Betrieb genommen. Sie befindet sich heute noch am ursprünglichen Platz, ist aber nicht mehr spielbar. Elf ihrer Register wurden in die neue Orgel (siehe unten) übernommen. Die ursprüngliche Disposition der Olsen-Orgel lautete:
| I. Manual C–g3 |                    |     |
| 1.             | Bordun             | 16′ |
| 2.             | Principal          | 8′  |
| 3.             | Viola di Gamba     | 8′  |
| 4.             | Rørfløite          | 8′  |
| 5.             | Oktav              | 4′  |
| 6.             | Gemshorn           | 4′  |
| 7.             | Octav              | 2′  |
| 8.             | Mixtur III (ab c1) |     |
| 9.             | Trompet            | 8′  |

| II. Manual C–g3 |                |             |
| 10.             | Principal      | 16′ (ab c1) |
| 11.             | Principal      | 8′          |
| 12.             | Salicional     | 8′          |
| 13.             | Fløite         | 8′          |
| 14.             | Oktav          | 4′          |
| 15.             | Fløite amabile | 4′          |
| 16.             | Waldfløite     | 2′          |
| 17.             | Oboe           | 8′          |

| III. Manual (schwellbar) C–g3 |                 |     |
| 18.                           | Bordun          | 16′ |
| 19.                           | Fugara          | 8′  |
| 20.                           | Gedakt          | 8′  |
| 21.                           | Flauto traverso | 4′  |
| 22.                           | Gemshorn        | 2′  |
| 23.                           | Fagot           | 8′  |

| Pedal C–f1 |              |     |
| 24.        | Subbas       | 16′ |
| 25.        | Principalbas | 8′  |
| 26.        | Violoncel    | 8′  |
| 27.        | Gedakt       | 8′  |
| 28.        | Octav        | 4′  |
| 29.        | Bassun       | 16′ |
|            | Klokkespil   |     |

- fünf Koppeln
- mechanische Traktur, Kegelladen
- Spielhilfen: drei Kollektivtritte (p, mf, f), Barkermaschine für das erste Manual

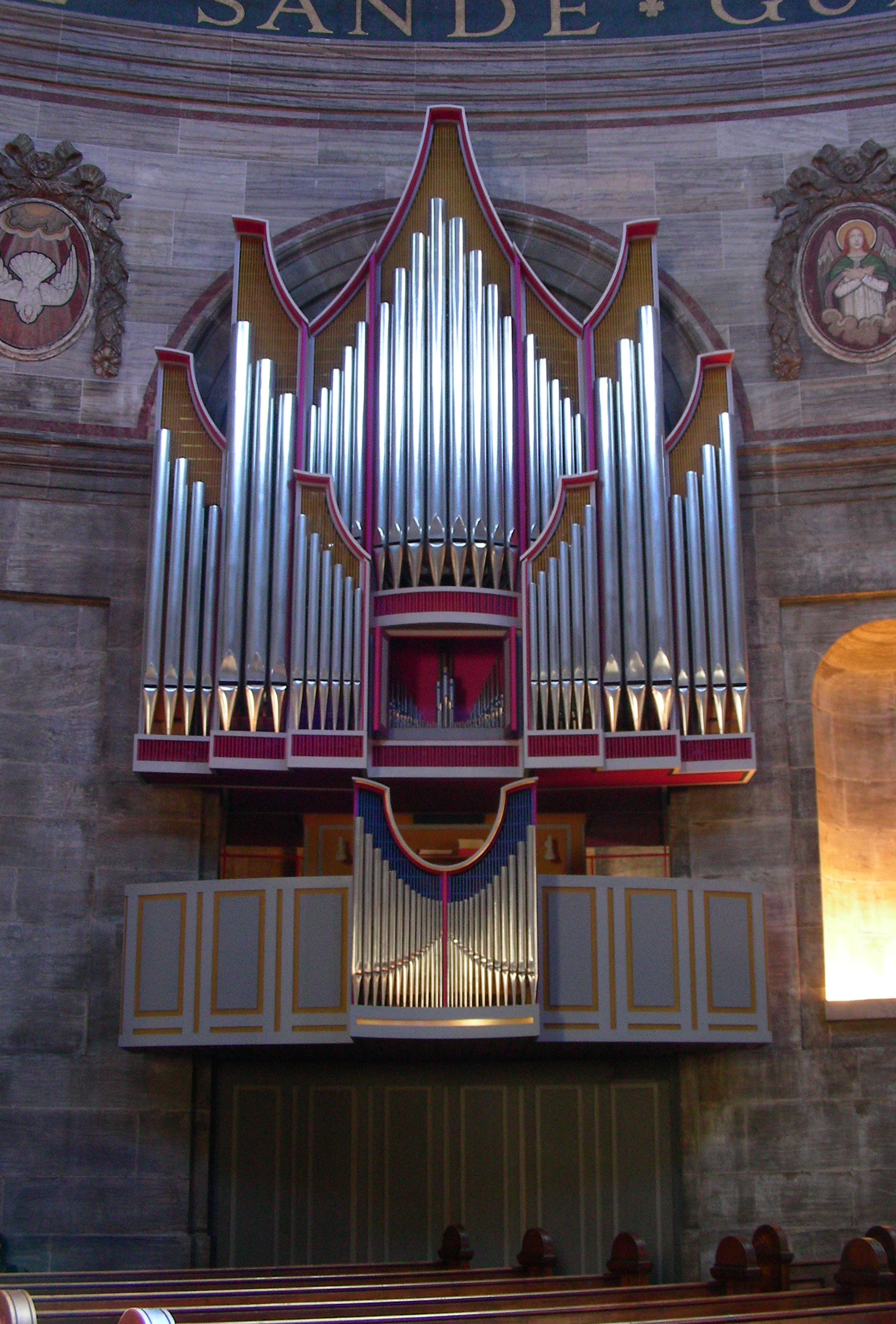
Die Marcussen-Orgel von 1963

1963 erbaute die Orgelbaufirma Marcussen & Søn ein neues Instrument, das sich in einer Emporennische südlich des Haupteingangs befindet. Der Prospekt wurde von Rolf Graae entworfen. Elf Register und (seit 2015) das Glockenspiel aus der Vorgängerorgel wurden übernommen. Die Disposition lautet (III/P/51):
| I Rygpositif C–g3       |       |
| Rørgedakt               | 8′    |
| Principal               | 4′    |
| Rørfløjte               | 4′    |
| Tværfløjte              | 2′    |
| Nasat                   | 1 ⁄3′ |
| Sesquialtera II (ab c0) |       |
| Scharf III              |       |
| Dulcian                 | 8′    |

| II Hovedværk C–g3 |       |
| Principal         | 16′   |
| Oktav             | 8′    |
| Spidsfløjte       | 8′    |
| Oktav             | 4′    |
| Kobbelfløjte      | 4′    |
| Nasat             | 2 ⁄3′ |
| Oktav             | 2′    |
| Waldfløjte        | 2′    |
| Mixtur V          |       |
| Cymbel III        |       |
| Trompet           | 16'   |
| Trompet           | 8′    |

| III Svelleværk C–g3 |       |
| Gedakt              | 16′   |
| Flûte harmonique    | 8′    |
| Fugara              | 8′    |
| Oktav               | 4′    |
| Flûte octaviante    | 4′    |
| Quint               | 2 ⁄3′ |
| Gemshorn            | 2′    |
| Piccolo             | 1′    |
| Mixtur V            |       |
| Trompet             | 8′    |
| Obo                 | 8′    |
| Clairon             | 4′    |
| Tremulant           |       |

| IV Brystværk C–g3 |     |
| Gedakt            | 8′  |
| Spidsgamba        | 8′  |
| Gedaktfløjte      | 4′  |
| Principal         | 2′  |
| Blokfløjte        | 2′  |
| Cymbel II         |     |
| Ranket            | 16′ |
| Tremulant         |     |

| Pedal C–f1 |         |
| Principal  | 16′     |
| Subbas     | 16′     |
| Quint      | 10 2⁄3′ |
| Octav      | 8′      |
| Gedakt     | 8′      |
| Octav      | 4′      |
| Nathorn    | 2′      |
| Cornet IV  |         |
| Mixtur VI  |         |
| Basun      | 16′     |
| Trompet    | 8′      |
| Skalmeje   | 4′      |
| Klokkespil |         |

- Koppeln: I/II, III/II, I/P, II/P, III/P, IV/P
- Spielhilfen: 4 × 2000 Setzerkombinationen (seit 2003)
- Traktur: mechanische Spieltraktur, elektrische Registertraktur, Schleifladen

Anmerkungen
1. ↑  C–H zusammen mit Gedakt 8′